# 원비디
원비디(元肥·D, Wonbi·D)는 대한민국의 일양약품이 생산·판매한 인삼 드링크 및 자양강장제이다.
인삼, 구기자를 첨가하여 내세운 제품으로, 1971년에 출시되었다. 특히 대한민국에서 최초로 출시된 인삼드링크임을 표방하고 있다. 한 병이 100mL이고 가격은 500원~600원 정도 한다. 1975년 '원비-정'이 출시되었다. 인삼과 토코페롤이 한층 더해져 정력·보혈의 효과가 있다. 1977년 중년기 영양제 원비원이 출시되었다. 초창기 TV 모델인 최불암을 등장시켜 광고를 시작하였다. 그 후 90년대 컬러광고로 나왔을 때 가서야 본인 대사가 나오게 되었다. 그 외는 김성환과 태조 왕건에 출연했던 일부 배우들이 당시 모습 그대로 등장하면서 광고 출연하기도 하였다. 최불암은 1996년에 출연을 하였고, 임대호는 1997년에 출연을 하였다. 출연 2012년 상반기에는 보존제가 포함되지 않은 無-보존제 제품이 출시되었다.
1991년 자매품(sub-brand)인 《원비에프》를 출시하였다. 인삼과 음양곽, 토코페롤 등이 들어있다. 카페인은 들어있지 않다.

## 성분·함량
- 인삼유동엑스 - 450µL
- 구기자유동엑스 - 150µL
- 염산피리독신 - 3mg
- 리보플라빈 - 2mg
- 니코틴산아미드 - 10mg
- 판토텐산칼슘 - 10mg
- 카페인무수물 - 30mg

## 출연모델
- 최불암
- 박상원
- 김성환
- 박준형
- 임대호
- 김경훈 선수
- 태조 왕건 출연진
- 강호동[5]